# E311 (trasa europejska)
E311 – trasa europejska biegnąca przez Holandię. Zaliczana do tras kategorii B droga łączy Bredę z Utrecht. Jej długość wynosi 84 km.